# Trifolium infamia-ponertii
Trifolium infamia-ponertii ist eine in weiten Teilen des Mittelmeerraums verbreitete Pflanzenart aus der Familie der Hülsenfrüchtler (Fabaceae). Ihr Artname ist ungewöhnlich: In ihm wird ein Botaniker verspottet, dem unsauberes Arbeiten vorgeworfen wird.

## Beschreibung
Trifolium infamia-ponertii ist eine einjährige, krautige Pflanze, die Wuchshöhen zwischen 10 und 15 Zentimetern erreicht. Die zumeist am Grund verzweigten, niederliegenden oder aufsteigenden Sprossachsen sind oberwärts spärlich verzweigt und anliegend oder fast anliegend behaart.
Die dreizähligen Laubblätter sind im unteren Pflanzenteil lang, im oberen kurz gestielt. Die Nebenblätter sind zum Teil mit den Blattstielen verwachsen. Der freie Teil ist lanzettlich mit vielen Blattadern und pfriemlicher Spitze.
Die Fiederblättchen sind zwischen 1 und 2 Zentimeter lang. Sie sind meist kürzer als die Blattstiele. Sie sind schmal lanzettlich bis linealisch, bei den oberen Blättern spitz, bei den unteren stumpf. Beide Blattseiten sind angedrückt behaart. Der Blattrand ist ganzrandig oder fast ganzrandig.
Trifolium infamia-ponertii blüht von März bis April. Die kopfig gedrängten Blütenstände sind zylindrische oder kegelförmige Ähren. Sie sind kürzer als beim Schmalblättrigen Klee und bestehen aus 1 bis 1,3 Zentimeter langen Schmetterlingsblüten.
Der Kelch ist röhren- bis glockenförmig und mit anliegenden bis abstehenden, steifen Haaren bedeckt, die aus Höckerchen auswachsen. Die Kelchzähne sind pfriemlich-borstenförmig mit stumpfer, in der Fruchtreife nicht stechender Spitze mit zwei bis drei Haaren. Die unteren sind länger als die oberen. Die Krone ist hell rosa bis weißlich und so lang wie die Kelchzähne oder nur sehr wenig länger.
Bei der Fruchtreife bilden sich einsamige eiförmige, häutige Hülsen mit knorpelähnlichem Samendeckel (Operculum). Sie reifen in der komplett verschlossenen Kelchröhre. Die Kelchzähne stehen sternförmig ab. Der Same ist eiförmig und von hellbrauner Farbe.
Die Chromosomenzahl beträgt 2n = 16.
Vom ähnlichen und nächstverwandten Schmalblättrigen Klee (Trifolium angustifolium) unterscheidet sich Trifolium infamia-ponertii durch die geringere Größe von Stängel, Blättern und Blütenstand, die hellere Blütenfarbe und die stumpfen, an der Spitze behaarten Kelchzähne.

## Verbreitung
Trifolium infamia-ponertii findet sich im Mittelmeerraum in Spanien, Nordafrika (Algerien, Marokko, Tunesien), auf einigen Mittelmeerinseln (Sizilien, Malta, Kreta, Ostägäische Inseln), in Italien, dem ehemaligen Jugoslawien, Bulgarien und über Griechenland bis in die Europäische und Asiatische Türkei.
Der Klee besiedelt bevorzugt basenreichere Standorte wie der Schmalblättrige Klee und kommt gemeinsam mit anderen Therophyten, auch in Begleitung des Schmalblättrigen Klees und des Hasen-Klees in Vegetationslücken auf trockenem Kultur- und Weideland vor.

## Systematik und Botanische Geschichte
Trifolium infamia-ponertii wird in der Gattung in die Sektion Trifolium, Untersektion Angustifolia gestellt. Erstbeschrieben wurde die Art 1821 von Giovanni Gussone unter dem Namen Trifolium intermedium. Dieser Name war jedoch bereits 1813 von Philippe Picot de Lapeyrouse (als ein Synonym für den Schweden-Klee (Trifolium hybridum)) vergeben worden. Damit war Gussones Name ein regelwidriges und ungültiges Homonym. Dies wurde jedoch erst 1968 erkannt. Inzwischen wurde der Artname weitergeführt und gestützt auf die Beschreibung von Gussone als Varietät des Schmalblättrigen Klees (Trifolium angustifolium var. intermedium Gibelli & Belli) beschrieben sowie als Unterart (Trifolium angustifolium subsp. intermedium (Gibelli & Belli) Arcangeli) umkombiniert. Diese beiden Namen sind die jeweils gültigen im Unterart- und Varietätsrang.
Erst Werner Greuter vergab 1976 einen neuen, regelgemäßen Artnamen (nomen novum), der den alten dann ersetzte. Greuter wählte das Art-Epitheton infamia-ponertii, das wörtlich übersetzt so viel wie „Die Schande des Ponert“ heißt und auf den tschechoslowakischen Botaniker Jiří Ponert (1937–2017) zielte. Ponert hatte zuvor in einem Artikel weit über 400 systematische Neukombinationen und Erstbeschreibungen auf der Grundlage von den im 1970 erschienenen dritten Band der Flora of Turkey besprochenen Herbarbelegen vorgenommen, ohne dieses Material selbst studiert zu haben. Unter anderem schuf er auch die überflüssige, weil schon veröffentlicht vorliegende Kombination Trifolium angustifolium subsp. intermedium. Ponerts in Fachkreisen kritisch betrachtete Verfahrensweise inspirierte Greuter zu seiner Namensvergabe, die er in einer Fußnote auf Latein erläuterte: „Der Name erinnert an den Erfinder der Methode, nie gesehene Pflanzen zu benennen.“